# Julius Manigold
Julius Manigold (né le 23 novembre 1873 à Masevaux, mort le 20 janvier 1935 à Wurtzbourg) est un compositeur et flûtiste allemand.

## Biographie
Manigold reçoit ses premières leçons de musique de son père. En 1888, il entre au Conservatoire de Strasbourg et est en 1890 dans l'orchestre municipal. En 1892, il occupe son premier poste en tant que premier flûtiste et soliste dans le Kurorchester Bad Kissingen (de). Il a ensuite des engagements à Majorenhof (de), Davos, Interlaken, Gera en tant que premier flûtiste solo de 1894 à 1896 et à Zurich. En 1896, Manigold reçoit le poste de premier flûtiste du Meininger Hofkapelle. Il participe au festival de Bayreuth de 1902 à 1909 et au festival musical de Basse-Rhénanie. En 1910, il devient professeur de l'École supérieure de musique de Wurtzbourg (de) et y enseigne la flûte et le piano.
En tant que compositeur, il écrit des pièces pour flûte et piano, qui ont une grande popularité, comme le concerto pour flûte n°6, un concerto très romantique qui montre les possibilités techniques et tonales de la flûte.